# دايفيد جنكينز
دايفيد جنكينز (بالإنجليزية: David Jenkins)‏ (2 سبتمبر 1946 ببرستل في المملكة المتحدة - ) هو لاعب كرة قدم بريطاني في مركز الهجوم. لعب مع توتنهام هوتسبير وشروزبري تاون ونادي أرسنال ونادي برينتفورد ونيوبورت كونتي.

## وصلات خارجية
- دايفيد جنكينز على موقع قاعدة بيانات كرة القدم.إي يو (الإنجليزية)